# Tournoi de tennis de Pétange
Le tournoi de Pétange au Luxembourg est un tournoi de tennis masculin professionnel qui a été créé en 2012 et qui se joue sur dur. Il est appelé ATP Roller Open du nom de son sponsor et fait partie du circuit Challenger. 
Le vainqueur obtient 90 points ATP et 9 200 € pour une dotation totale de 64 000 €. Outre le simple messieurs, le tournoi dispose d'un double hommes. Ce tournoi se déroule pendant la deuxième semaine de septembre.

## Palmarès messieurs

### Simple
| Date | Vainqueur    | Finaliste          | Score         | Tableau |
| 2012 | Tobias Kamke | Paul-Henri Mathieu | 7-67, 6-4     |         |
| 2013 | Tobias Kamke | Paul-Henri Mathieu | 1-6, 6-3, 7-5 |         |

### Double
| Date | Vainqueurs                  | Finalistes                   | Score            | Tableau |
| 2012 | Christopher Kas Dick Norman | Jamie Murray André Sá        | 2-6, 6-2, [10-8] |         |
| 2013 | Ken Skupski Neal Skupski    | Benjamin Becker Tobias Kamke | 6-3, 6-7, [10-8] |         |